# Anton Kliegl

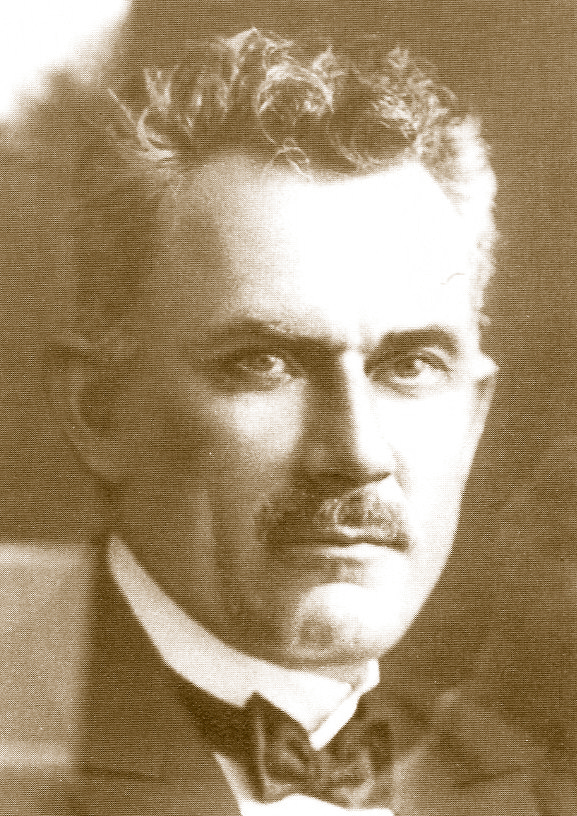
Anton T. Kliegl

Anton Tiberius Kliegl (* 15. September 1872 in Kissingen; † 19. Mai 1927 ebenda) war ein deutscher Unternehmer und Erfinder in den USA.

## Leben

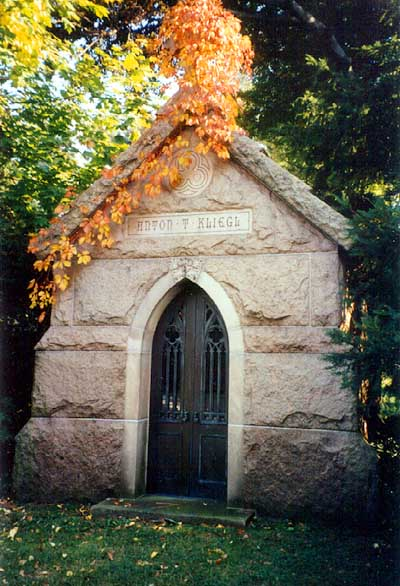
Grab von Anton Kliegl auf dem Woodlawn-Friedhof im New Yorker Stadtteil Bronx

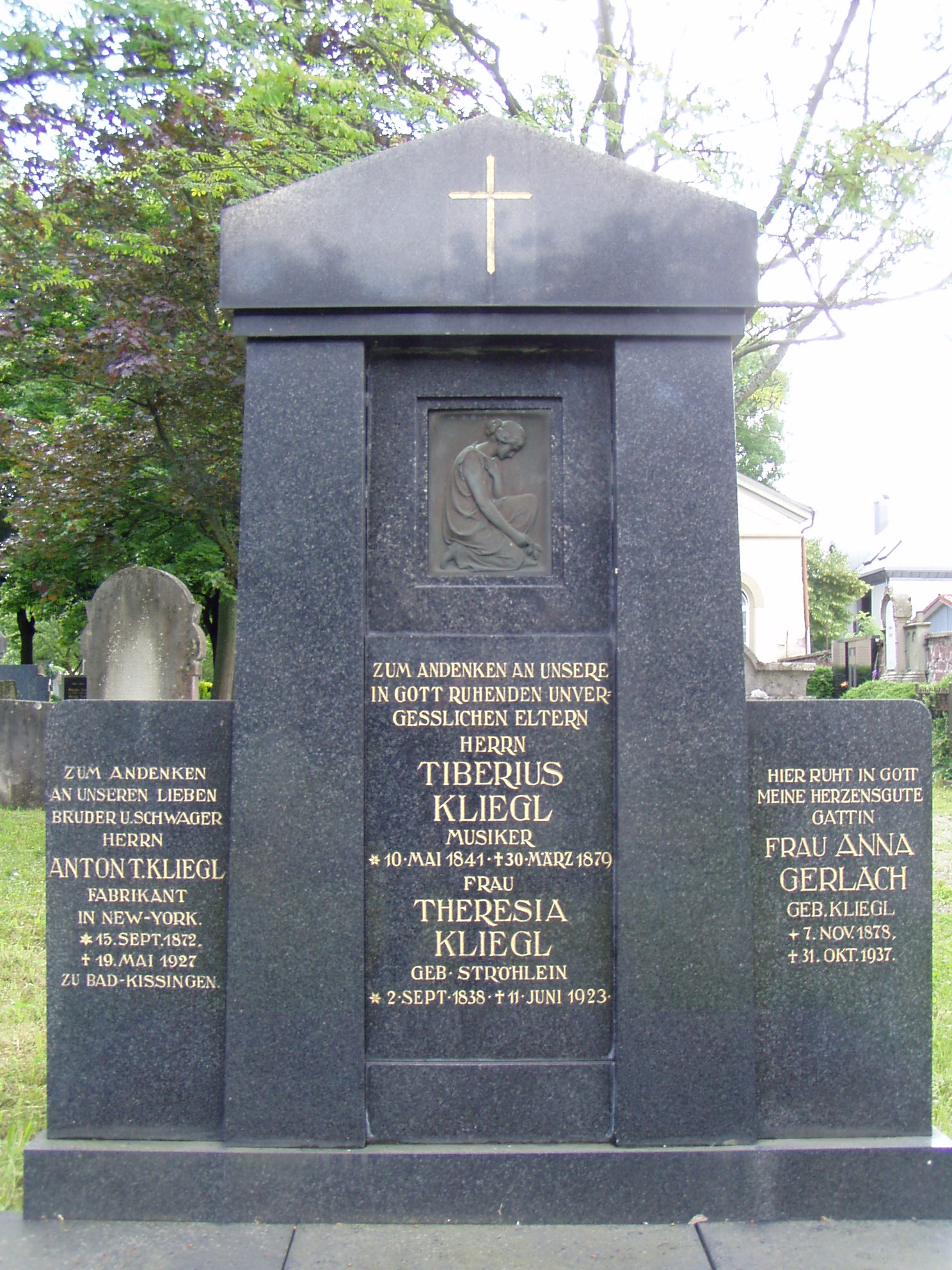
Kliegl-Familiengrabmal mit Gedenkstein für Anton Kliegl (Kapellenfriedhof, Bad Kissingen)

Anton Kliegl war eines von acht Kindern des Kurmusikers Adam Tiberius Kliegl (1841–1879) und der Therese Ströhlein (1838–1923). Sein Großvater Johann Kliegl war 1836 mit seinem Orchester aus Böhmen nach Bad Kissingen gekommen, wo er 1837 das Kurorchester Bad Kissingen gründete.
Als gelernter Spengler folgte Kliegl im Jahr 1893 als 21-Jähriger seinem Bruder Johann (1869–1959), der bereits 1888 nach New York City ausgewandert war. Dort arbeiteten sie beide in einer Fabrik für Elektro-Bogenlampen, die sie 1896 aufkauften. Sie nannten ihr eigenes Unternehmen „Kliegl Brothers Universal Electric Stage Lighting Company“ und spezialisierten sich auf Bühnentechnik und Bühneneffekte, die sie selbst entwarfen. Die Firma war eine der ersten ihrer Art.
Am 27. Dezember 1902 heiratete er Leopoldine Herbig (* 7. Juli 1873 in New York; † 2. April 1950 in Bronx). Die Ehe blieb kinderlos.

Im Jahr 1911 erfand er die heute noch unter dem Namen „Kliegl-Light“ bekannte Carbon-Bogenlampe, die bei gleichem Energiebedarf die Leuchtkraft verdoppelt und speziell zur Bühnenbeleuchtung und bei Filmaufnahmen verwendet wird. Er entwickelte in der Stummfilmzeit viele neuartige Spezialeffekte wie u. a. für die Filme „Ben Hur“ und „Wizard of Oz“.
Kliegl gab großzügige Stiftungen an seine Heimatstadt Bad Kissingen wie den Kliegl-Kinderpark, die Anton-Kliegl-Volksschule, Armenspeisung, Kinderhort, Kindererholungsheim und auch die Innenausstattung des Ratssaales im Alten Rathaus ist seiner Großzügigkeit zu verdanken.
Kliegl starb während eines Aufenthalts in seiner Geburtsstadt Bad Kissingen im Hotel-Sanatorium "Russischer Hof" (heute DRV-Rehaklinik am Kurgarten, Kurhausstraße 9) und wurde auf dem Woodlawn Cemetery im New Yorker Stadtteil Bronx begraben.

## Ehrungen
- In Bad Kissingen gibt es heute den Kliegl-Platz mit dem "Kliegl-Brunnen", der 2009 vom Atelier Arnold + Eichler auf dem vollkommen neu gestalten Platz errichtet wurde.
- Noch immer besteht die Anton-Kliegl-Volksschule (seit 2010: Anton-Kliegl-Mittelschule) in Bad Kissingen
- Die Stadt verlieh ihm 1922 die Ehrenbürgerwürde